# Kalliopé (múzsa)

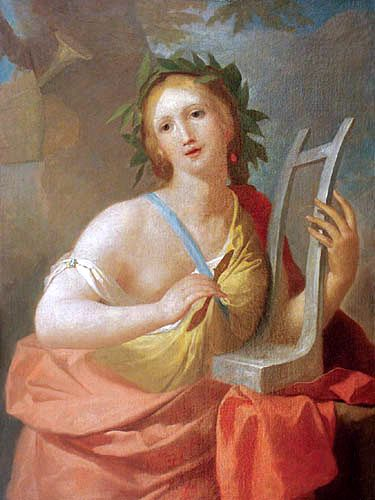
Marcello Bacciarelli: Kalliopé

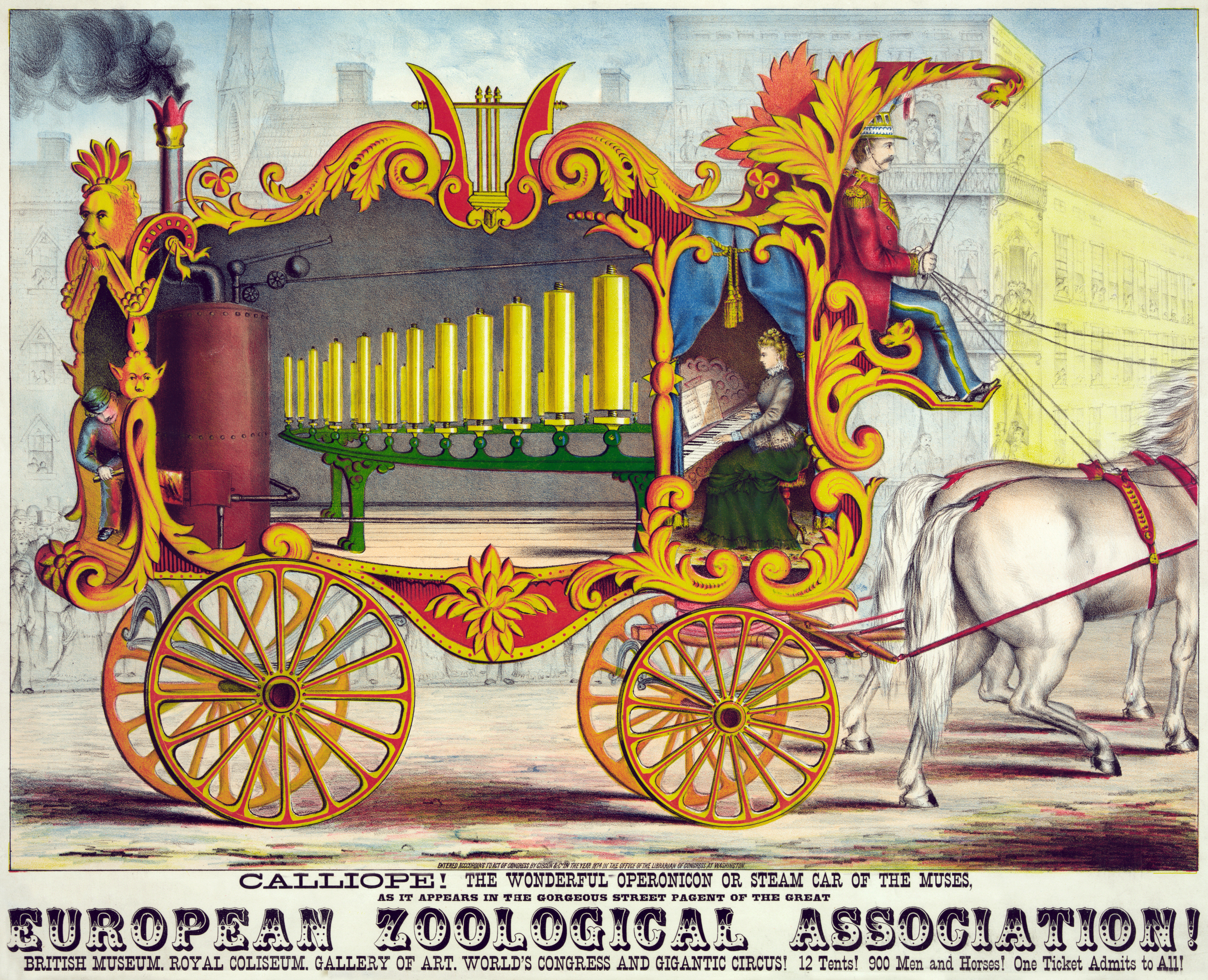
Calliope a neve a gőzzel hajtott orgonának is. (plakát 1874-ből)

Kalliopé (görögül: Καλλιόπη szép szavú) a görög mitológiában Zeusz és Mnémoszüné lánya, az epikus költészet múzsája. Hésziodosz szerint Kalliopé volt a múzsák karának legidősebb és legelőkelőbb tagja. Alakja Homérosz révén vált ismertté mint az Iliasz és az Odüsszeia eposzok inspirálója, megihletője.
Apollóntól, illetve más források szerint Oiagrosz trák királytól született fiai Orpheusz, a görög mítoszok varázserejű dalnoka, Linosz és Ialemosz voltak. Linosz ugyancsak dalnok volt, tehetsége Orpheuszéval vetekedett, ám élete tragikus véget ért: Héraklészt próbálta zenére tanítani, de a türelmetlen tanítvány lantjával agyonütötte. Ialémosz beteg lett és nagyon fiatalon meghalt. A mondák szerint Kalliopé az ő halálát énekelte-siratta meg az első panaszdallal.
A mondák szerint Kalliopé döntnökként jelent meg Aphrodité és Perszephoné vitájában, amikor egyikük sem akart lemondani a gyermek Adónisz társaságáról. Az istennő úgy tett igazságot közöttük, hogy a szépséges fiúnak az év egyik felét Perszephonéval az alvilágban, másik felét Aphroditéval a földön kell eltöltenie.
Mint az eposzírás múzsáját, a művészi ábrázolásokon leggyakrabban viasztáblával és íróvesszővel, néha papírtekercset vagy könyvet tartva, arany koronával jelenítik meg.